# Transférabilité du numéro de téléphone
La transférabilité du numéro pour les lignes fixes et pour les appareils mobiles désigne la possibilité pour un utilisateur d'un numéro de téléphone fixe ou mobile existant attribué par une entreprise de services locaux de réaffecter ce numéro à un autre opérateur (transférabilité du fournisseur de services), le déplacer vers un autre emplacement (transférabilité géographique) ou changer le type de service (transférabilité du service).
Dans la plupart des cas, il existe des limites à la transférabilité en ce qui concerne la géographie, la couverture des zones de service et la technologie. La transférabilité géographique et la transférabilité du service ne sont pas définies ou déployées de manière cohérente dans l'industrie des télécommunications.
Aux États-Unis et au Canada, la transférabilité du numéro de téléphone mobile est appelée en anglais  wireless number portability (WNP) ou wireless local number portability (WLNP). Dans le reste du monde, on parle de mobile number portability (MNP).
La transférabilité des numéros sans fil est disponible dans certaines régions d'Afrique, d'Asie, d'Australie, d'Amérique latine et dans la plupart des pays européens, y compris la Grande-Bretagne. Cependant, cette transférabilité n'est parfois disponible que pour les numéros de téléphonie mobile. Le Canada, l'Afrique du Sud et les États-Unis sont les seuls pays à offrir la transférabilité complète entre les lignes fixes et les lignes de téléphonie mobile, parce que les numéros de ligne fixe et mobile sont dans les mêmes indicatifs régionaux et sont facturés de la même manière pour l'appelant, l'utilisateur mobile payant parfois les appels entrants ; dans d'autres pays, tous les numéros de téléphones mobiles sont placés dans des indicatifs spécifiques au service mobile, parfois plus coûteux, et l'appelant vers le téléphone mobile paie l'appel éventuellement inclus dans un forfait.
Certains opérateurs de téléphonie mobile facturent le transfert du numéro pour récupérer une partie des coûts qui y sont associés.